# Mannasingzikade

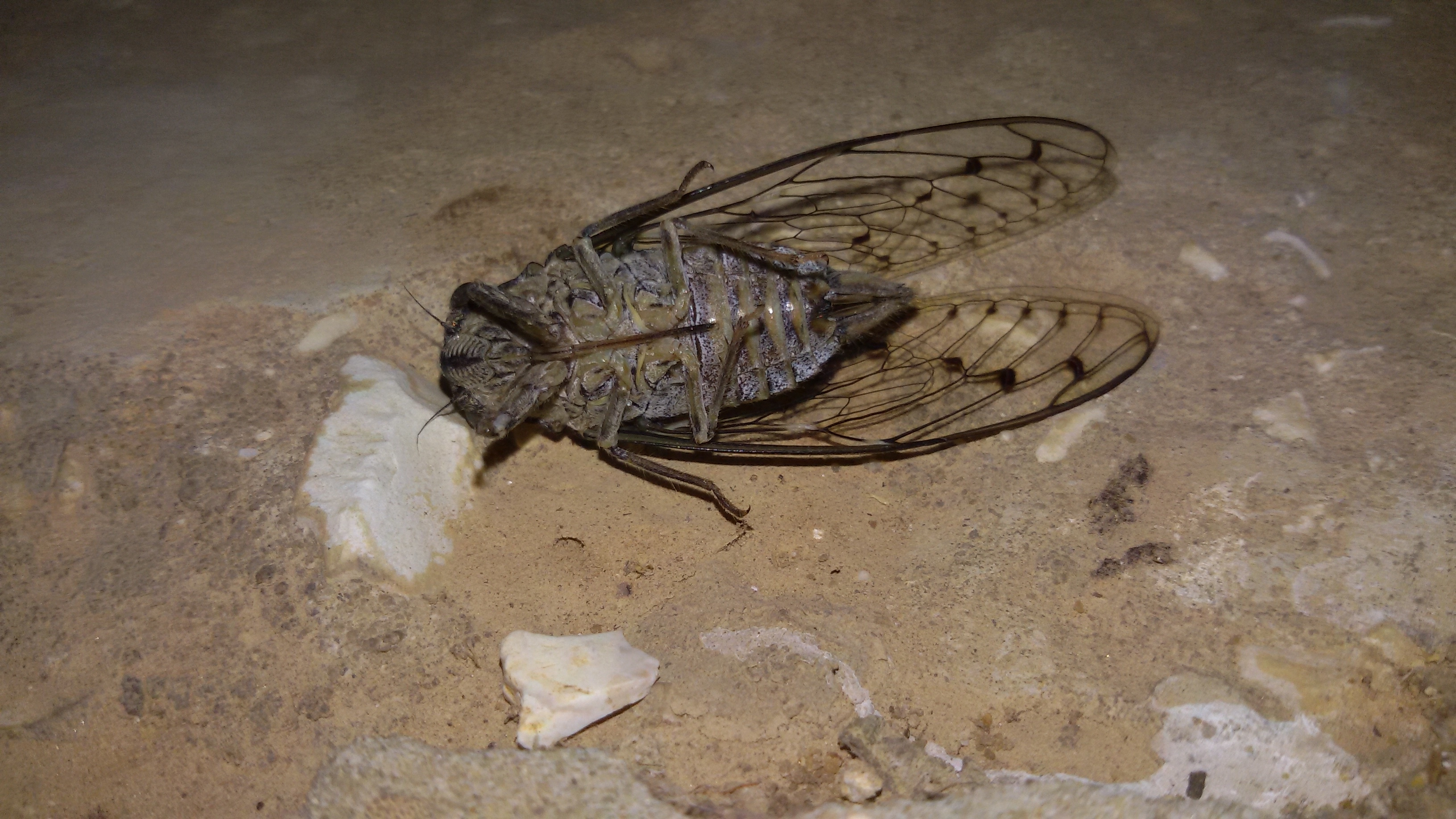
Die Unterseite eines Exemplars

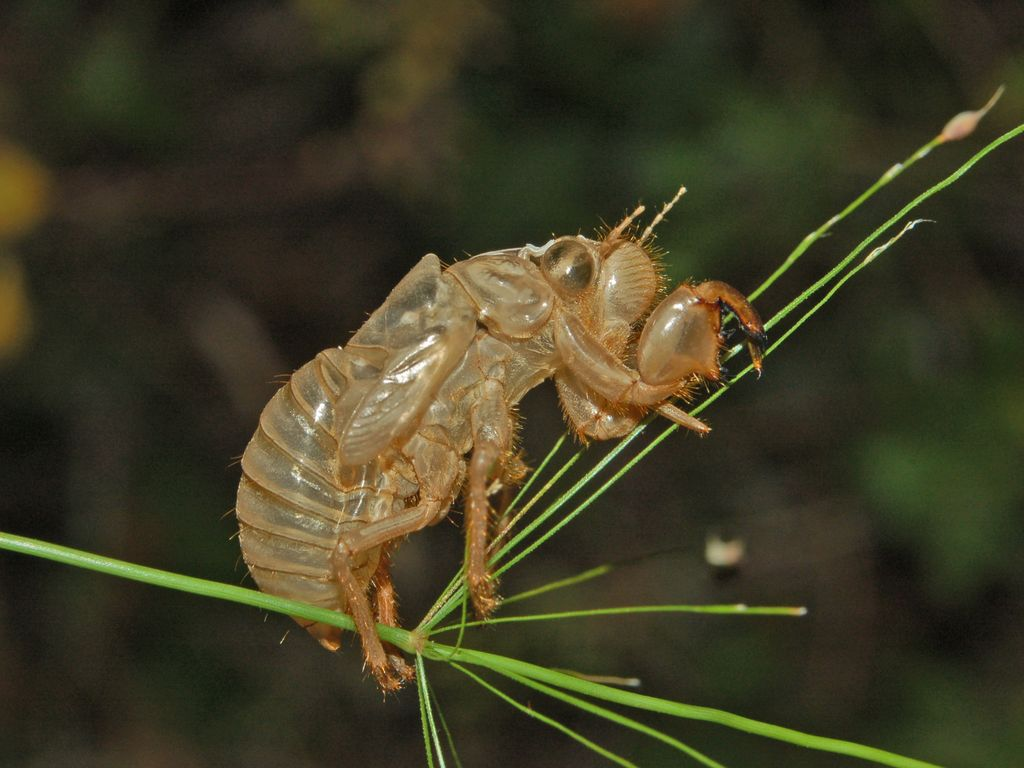
Eine Exuvie

Die Mannasingzikade (Cicada orni, Syn.: Tettigonia orni), auch Eschenzikade oder Mannazikade genannt, ist eine im Mittelmeerraum beheimatete Art der Singzikaden. Das Artepitheton orni, sowie die beiden deutschen Trivialnamen, leiten sich von der in Südeuropa vorkommenden Manna-Esche (Fraxinus ornus) ab. Sie ist eine der bekanntesten und weit verbreitetsten Singzikaden Europas.

## Merkmale
Die Körperlänge beträgt 23–30 mm, die Flügelspannweite 62–78 mm, meist jedoch etwa 70 mm. Die Vorderflügellänge beträgt 22–31 mm und die Gesamtlänge einschließlich der Flügel 33–42 mm. Die Grundfarbe und Zeichnung des Körpers variiert von hellbraun über dunkelbraun bis grau. Es finden sich zudem rötlichbraune Elemente und eine feine Behaarung auf dem Hinterleib. Die Flügel sind transparent mit mehreren dunklen Flecken im äußeren Drittel. An den Seiten des breiten Kopfes befinden sich zwei Facettenaugen und auf dem Scheitel dreiecksförmig angeordnete Punktaugen. Die Fühler sind sehr kurz, der Stechrüssel zum Saugen an Pflanzen lang.
Die Art ist in Mitteleuropa unverwechselbar, da sie hier die einzige Singzikade mit mindestens 4 deutlichen, dunklen Flecken im Apikalbereich der Vorderflügel ist.

## Verbreitung und Lebensraum
Die Art ist im gesamten Mittelmeerraum verbreitet, von Südeuropa über den Nahen Osten bis nach Nordafrika. In wärmebegünstigten Regionen stößt sie auch bis nach Mitteleuropa vor. In Deutschland gibt es wenige Nachweise aus Baden-Württemberg, aber keine festen Vorkommen. In den Wärmeregionen von Österreich und der Schweiz ist sie häufiger zu finden. So lebt sie in der Südschweiz vor allem im Kanton Wallis und Tessin und in Österreich in Niederösterreich und der Steiermark. Offenbar verschleppte Tiere wurden auch in weiter nördlich gelegenen Städten, wie Basel, Stuttgart und Amsterdam beobachtet.
Die Zikaden leben in warmen Lagen, gerne in Pinien- und Olivenhainen, xerothermen Eichenwäldern und Hecken. Häufig lebt die Art auch auf Einzelbäumen in Weinbergslagen. Am nördlichen Arealrand und weiter nördlich ist die Art auch in städtischen Parkanlagen zu finden. Adulte finden sich meist auf verschiedenen Laubbaumarten, anderen Angaben zufolge häufig auf Kiefern, aber auch auf anderen Bäumen und Telegrafenmasten.

## Lebensweise

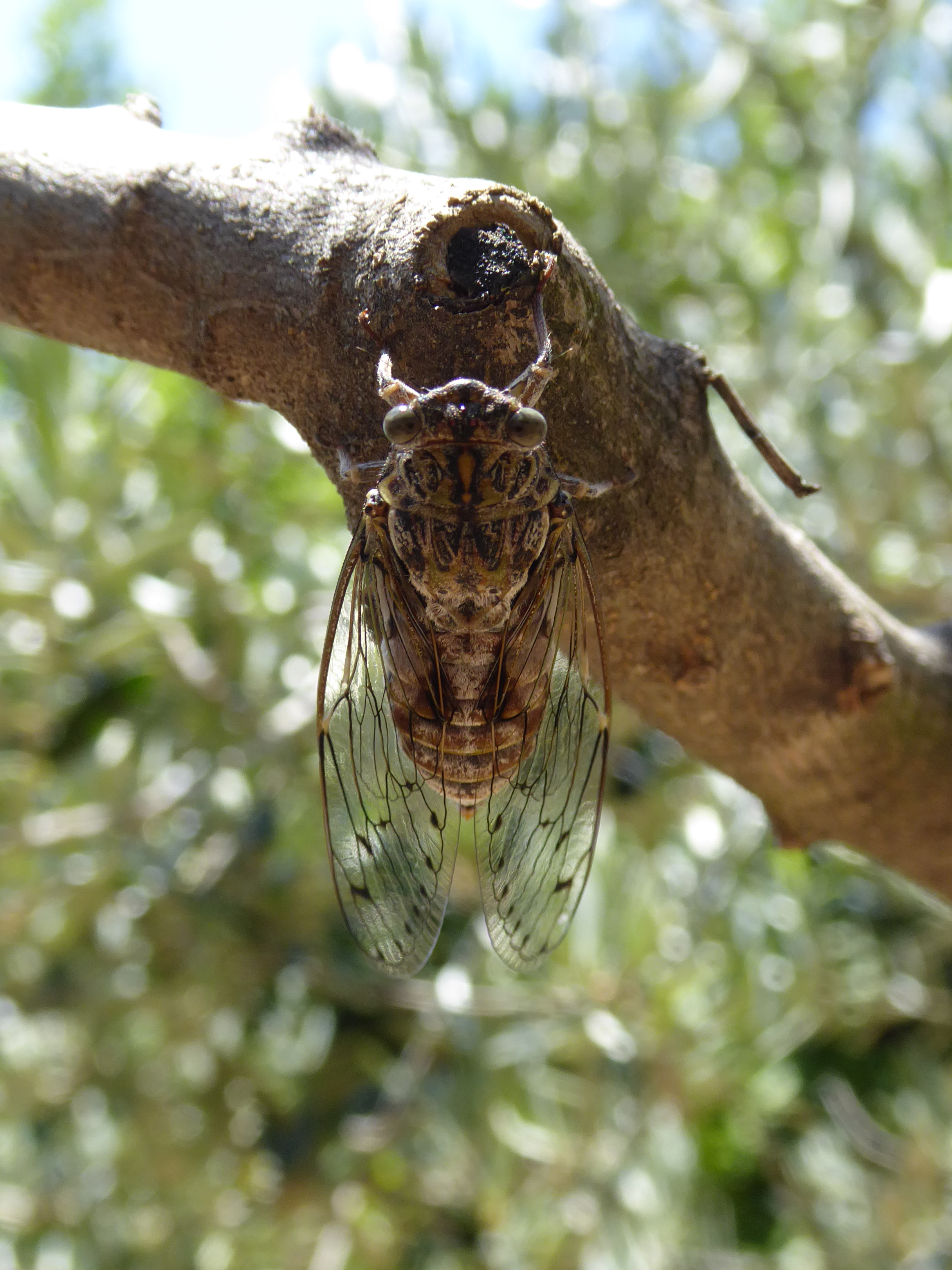
Ein adultes Tier

Adulte Exemplare schlüpfen im Sommer und leben etwa sechs Wochen. Sie finden sich von Mitte Juni bis Anfang September, mit einem Höhepunkt im Juli. Tagsüber singen die Männchen an exponierten, sonnigen Plätzen schrill, um Weibchen anzulocken. Bei einer Begegnung kommt es zu einem Paarungsritual mit der folgenden Paarung. Die Eiablage findet häufig in den Zweigen der Manna-Esche statt. Die Larven schlüpfen im Spätsommer bis Herbst, leben mehrere Jahre und ernähren sich von den Wurzeln verschiedener Laubgehölze. Wenn ihre Entwicklung abgeschlossen ist, kommen sie aus dem Boden an die Oberfläche, klettern an Bäumen, Mauern, Masten und anderen Strukturen nach oben und schlüpfen als Imagines aus ihrer letzten Larvenhaut. Diese Exuvien bleiben an den Oberflächen festgekrallt und sind im Sommer häufig zu finden.

## Taxonomie
Weitere in der Literatur zu findende Synonyme lauten Macroprotopus oleae Costa & A., 1877 und Tettigonia punctata Fabricius, 1798.